# Highlander III: The Final Dimension
Highlander: The Final Dimension, também conhecido como Highlander III: The Sorcerer (pt: Duelo Imortal III / br: Highlander, O Feiticeiro), é o terceiro filme da série Highlander. Foi lançado em 25 de Novembro de 1994. Esse filme foi a sequência real do filme original, não do segundo.

## Sinopse
Após uma escavação arqueóloga ter libertado um poderoso imortal feiticeiro, que estava desaparecido por séculos, Macleod volta com sua luta até o fim para acabar de uma vez com o jogo.

## Elenco
| Ator                | Personagem                               |
| ------------------- | ---------------------------------------- |
| Christopher Lambert | Connor MacLeod / Russell Nash            |
| Mario Van Peebles   | Kane                                     |
| Deborah Kara Unger  | Dr. Alexandra Johnson / Sarah Barrington |
| Martin Neufeld      | Lt. John Stenn                           |
| Mako Iwamatsu       | Nakano                                   |
| Raoul Trujillo      | Senghi Khan                              |
| Jean-Pierre Perusse | Khabul Khan                              |
| Daniel Do           | Dr. Fuji Takamura                        |
| Gabriel Kakon       | John MacLeod                             |
| Louis Bertignac     | Pierre Bouchet                           |
| Michael Jayston     | Jack Donovan                             |